# Định lý Dirichlet trên cấp số cộng
Trong lý thuyết số, định lý Dirichlet trên cấp số cộng được phát biểu một cách sơ cấp như sau:
Cho a;b là hai số nguyên dương nguyên tố cùng nhau, thế thì sẽ có vô hạn số nguyên tố có dạng ax + b với x > 0.
Định lý này mở rộng từ định lý Euclid về số nguyên tố: tập hợp số nguyên tố là vô hạn (ví dụ với dạng 4x + 3, là các số nguyên tố Gauss, hoặc 2x+1 với mọi số nguyên tố lẻ). Chú ý rằng định lý này không phát biểu rằng có vô hạn số nguyên tố tạo thành một cấp số cộng, ví dụ như: 
b, a+b, 2a+b, 3a+b,...
đều là nguyên tố. Ví dụ, với dạng 4x+3, ta chỉ có các giá trị sau của x nhỏ hơn 100 là nguyên tố:
1, 2, 4, 5, 7, 10, 11, 14, 16, 17, 19, 20, 25, 26, 31, 32, 34, 37, 40, 41, 44, 47, 49, 52, 55, 56, 59, 62, 65, 67, 70, 76, 77, 82, 86, 89, 91, 94, 95,...